# Jamides latimargus
Jamides latimargus is een vlinder uit de familie van de Lycaenidae. De wetenschappelijke naam van de soort is voor het eerst gepubliceerd in 1878 door Pieter Snellen.
De soort komt voor in Taiwan.